# Жетысу (женский футбольный клуб)
«Жетысу» — женский футбольный клуб из Талдыкоргана, созданный в 2011 году на базе футбольного клуба «Жетысу».

## История
Профессиональная женская команда, созданная на базе клуба «Жетысу» была включена в розыгрыш чемпионате Республики Казахстан в числе семи женских команд. Команда состоит из 18 игроков, половина из них — жительницы Талдыкоргана,
а 9 были приглашены из профессиональных команд Кентау, Усть-Каменогорска и Алматы. Главным тренером женского коллектива назначен Денис Мамонов, в прошлом игрок «Жетысу».
В сезоне 2011 года команда заняла 6-е место. В сезоне 2012 года семиреченские футболистки — четвёртые, уступив СШВСМ-Кайрат, БИИК-Казыгурт и «Кокше». Результат: 11 побед и 11 поражений при 2-х ничьих. Такое же равенство и по голам: забит 51 гол, пропущен также 51 гол.
В 2013 году клуб стал бронзовым призером Чемпионата РК. В 2014 году клуб был расформирован.

## Достижения
Чемпионат Казахстана
- Бронза Женской Лиги (1): 2013.